# Akın Öztürk
Akın Öztürk (* 21. února 1952 Gümüşhane) je turecký generál letectva, 30. vrchní velitel tureckého letectva v letech 2013 až 2015. Podle tureckých médií byl jedním z hlavních iniciátorů pokusu o vojenský puč 15. července 2016.

## Životopis
Vystudoval akademii tureckého vojenského letectva a vysokou školu vojenského letectva, kterou absolvoval v roce 1987. Nastoupil do stíhacího letectva a během své kariéry absolvoval téměř 6000 letových hodin v letadlech třech desítek různých typů, včetně F-16, Eurofighter ad.
V letech 1991 až 1993 velel 141. letce stíhacího letectva, následně povýšil na velitelství letectva. V letech 1996 až 1998 byl vojenským atašé v Izraeli a následně operačním velitelem 6. stíhací základny a velitelem 9. stíhací základny. V roce 2000 byl povýšen do hodnosti brigádního generála.
I v dalších letech povyšoval v armádním žebříčku, od roku 2009 byl v hodnosti generálporučíka druhým velitelem celého letectva a následně šéfem velitelství výcviku.
22. srpna 2013 byl povýšen do hodnosti generála a 30. srpna se stal v pořadí 30. vrchním velitelem letectva. Funkci opustil 4. srpna 2015, kdy mu vypršelo funkční období, a zůstal členem Nejvyšší vojenské rady.

### Pokus o vojenský puč v roce 2016
Podle tureckých médií byl hlavní postavou pokusu o vojenský puč, který vypukl v noci z 15. na 16. července 2016.

## Vyznamenání
Öztürk obdržel Medaili NATO, pákistánskou medaili Nišan-e Imtiaz a řadu vyznamenání v Turecku.